# Rewolucja buldożerów
Rewolucja buldożerów – publicystyczna nazwa protestów społecznych w Serbii (wówczas republiki wchodzącej w skład Federalnej Republiki Jugosławii), które doprowadziły do rezygnacji Slobodana Miloševicia ze stanowiska prezydenta. Protesty wzięły nazwę od buldożerów, mających na celu przełamanie blokad i barykad blokujących konwoje samochodów osobowych, autobusów i ciężarówek wypełnionych opozycjonistami.
Rewolucja buldożerów jest zaliczana do grupy rewolucji kolorowych, pomimo tego, że stosowana nazwa nie ma odniesienia do koloru.

## Serbia przed rewolucją
Jako prezydent Serbii, a od 1997 roku Federalnej Republiki Jugosławii Slobodan Milošević był odpowiedzialny za: wciągnięcie Serbii do wojen w byłej Jugosławii, czystki etniczne, obozy koncentracyjne, represje i zastraszanie obywateli, a ponadto też za problemy gospodarcze kraju (duże bezrobocie przekraczające w 1996 roku 50%, korupcję i powszechną biedę znacznych segmentów społeczeństwa). W 1996 roku po nieuznaniu przez Miloševicia wyników wyborów samorządowych wybuchły protesty społeczne, które nie zmieniły autorytarnej polityki lidera Serbii. Kolejne protesty miały miejsce w październiku 1998 roku. Przeprowadzone w 1999 roku przez NATO bombardowanie Serbii (z powodu prześladowania Albańczyków w Kosowie) dotkliwie odczuła ludność serbska, przez co Serbowie skupili się wokół Miloševicia.
Pod koniec lat 90. opozycja jugosłowiańska była podzielona. Składała się ona z ponad dwudziestu rywalizujących ze sobą organizacji politycznych. Konflikty wynikały z ambicji liderów ugrupowań, dążących do zdobycia przywództwa w koalicji zrzeszającej partie opozycyjne. Cechą łączącą opozycję z Miloševiciem i Socjalistyczną Partią Serbii (SPS) było popieranie polityki nacjonalistycznej.

### Otpor
Ważną rolę w protestach miała organizacja młodzieżowa Otpor. Ruch ten nie wchodził w formalne sojusze z jakąkolwiek partią polityczną i korzystał z pomocy zagranicznej. Nie chcąc być postrzeganym jako ruch sterowany z zewnątrz, Otpor decydował się na dyskretną formę współpracy z organizacjami zagranicznymi. Otpor domagał się przede wszystkim odsunięcia Miloševicia od władzy, a następnie przeprowadzenia wolnych wyborów, demokratyzacji Jugosławii oraz zniesienia cenzury.
Otpor organizował happeningi, charakteryzujące się kreatywnością i humorem. W dniu urodzin Slobodana Miloševicia na ulicy Belgradu krojono symboliczny wielki tort (niejadalną atrapę ciasta). Części symbolizowały republiki Serbii, oddzielane od całości i zjadane przez Miloševicia. W innej akcji, w ramach obejrzenia zaćmienia Księżyca, zapraszani przechodnie oglądali w lunecie twarz Miloševicia, symbolizującego „zaćmienie” we własnym umyśle. Według Srdja Popovicia, jednego z przywódców Otporu, akcje humorystyczne miały przynieść rozgłos organizacji. Obok akcji humorystycznych 13 stycznia 2000 roku Otpor zorganizował koncert noworoczny (według kalendarza juliańskiego). Do północy występowały zaproszone zespoły rockowe, a po północy na telebimach wyświetlano nazwiska i zdjęcia Serbów, którzy zginęli w wojnach Miloševicia. Ponadto organizacja ta zaprojektowała symbole przeciwne osobie Miloševicia, które pojawiały się na koszulkach, plakatach lub murach.
W lutym 2000 roku, równolegle do kongresu Socjalistycznej Partii Serbii odbył się pierwszy kongres Otporu. W spotkaniu wzięli udział liderzy Otporu, przedstawiciele partii opozycyjnych i dziennikarze. Na spotkaniu Otpor poinformował, że jego oddziały działają w ponad 70 miastach Serbii. Ruch nie miał formalnego dowództwa. Rozbudowywano struktury lokalne, którym pozostawiono duże pole manewru. Wprowadzenie takiej organizacji struktur miało uniemożliwić aresztowanie wszystkich liderów oraz pomóc w mobilizacji mieszkańców prowincji, bardziej niezadowolonych z polityki Miloševicia od mieszkańców Belgradu. W mediach Otpor przedstawiano jako organizację terrorystyczną, a Ministerstwo Spraw Wewnętrznych zaliczyło Otpor do organizacji faszystowsko-terrorystycznej.
Sukcesy organizacyjne pobudziły do działania inne środowiska opozycyjne. Liderzy partii opozycyjnych widzieli w Otporze konkurencję mogącą odegrać dużą rolę w serbskiej polityce.

## Przyspieszone wybory prezydenckie
27 lipca 2000 roku Slobodan Milošević ogłosił publicznie przeprowadzenie przyspieszonych wyborów prezydenckich. Termin wyznaczono na 24 września. Partie opozycyjne nawiązały współpracę i stworzyły wspólną koalicję pod nazwą Demokratyczna Opozycja Serbii (DOS), popierającą prawnika Vojislava Koštunicę. Koštunica ogłosił swoją wizję kraju jako „prawdziwego domu”, którym mieli mieszkać wszyscy obywatele, niezależnie od narodowości. Podobnie jak Otpor, DOS miał wsparcie z zagranicy (w tym także ekspercką, w postaci amerykańskich doradców politycznych). Jednym ze sloganów kampanii Koštunicy było GotovJe! (On jest skończony!). Hasło, choć nie wymieniało nazwiska prezydenta, było zrozumiałe dla Serbów. Koštunica nie cieszył się dużą popularnością wśród członków Otporu, jednak młodzieżówka oficjalnie poparła kandydata opozycji, by skoncentrować się na odsunięciu Miloševicia od władzy.
Podczas kampanii wyborczej przedstawiciele Center for Free Elections and Democracy przyjechali do Serbii, by przeprowadzić szkolenie z zakresu kontroli wyborów przez obywateli. Podczas wyborów miało działać 10 tys. lokali wyborczych, co zmuszało opozycję do zmobilizowania co najmniej 30 tys. obserwatorów. Do czasu głosowania udało się zmobilizować wymaganą liczbę działaczy.
Pierwsza tura wyborów odbyła się 24 września. Frekwencja przekroczyła 80%. Opozycjoniści starali się jak najszybciej dostarczyć wyniki z lokali wyborczych do Belgradu. W nocy opozycja ogłosiła, że Koštunica otrzymał 56,8% głosów, a Milošević 34,2%. Po kilku dniach komisja rządowa uznała, że żaden z kandydatów nie uzyskał 50% poparcia i wezwała do drugiej tury wyborów. Decyzja komisji doprowadziła do kryzysu politycznego. DOS, Koštunica i Otpor wezwali obywateli do strajku generalnego. Serbski Kościół Prawosławny wezwał Miloševica do rezygnacji.

## Wybuch protestów
Pierwsi zaprotestowali górnicy w kopalni Kolubara, wydobywającej węgiel do elektrowni. W kopalni protestowało około 4 tys. górników. 2 października górnicy zablokowali kopalnię i pobliską elektrownię, doprowadzając do zakłóceń w dostawach energii w Lazarevacu. Gdy 4 października policja i armia okrążyły strajkujących, 20 tys. obywateli przybyło do kopalni, wyrażając swoje wsparcie wobec protestujących. W większych miastach taksówkarze organizowali wolno jadące kolumny, tworząc korki. Do protestu dołączyli również pracownicy rafinerii i kolejnictwa. Dochodziło również do blokad dróg w całym kraju. Otpor apelował o niestosowanie przemocy (zgodnie z przekazem, że wszyscy są ofiarami systemu). 2 października wezwano Serbów do strajku generalnego. Na prośbę Zorana Đinđicia zabezpieczono siedziby niezależnych mediów, które mogły być spacyfikowane przez oddziały policji. Protesty odbywały się między innymi w: Belgradzie, Čačaku i Požarevacu (rodzinnym mieście Miloševicia).
2 października Slobodan Milošević wygłosił orędzie do narodu.

### Marsz na stolicę
Na 5 października godzinę 15 opozycja wyznaczyła Miloševicowi ostateczny termin ustąpienia ze stanowiska i przyznania się do sfałszowania wyborów. Tego dnia do Belgradu jechały konwoje samochodów osobowych, autobusów i ciężarówek wożących opozycjonistów. Do stolicy jechały też buldożery na platformach, które w razie konieczności miały przełamywać blokady i barykady policji. Grupy zmierzające do Belgradu spotkały się z biernością policji. Około godziny jedenastej pierwsze konwoje wjechały do Belgradu. Celem było przejęcie budynku Parlamentu. Do konwojów dołączyli mieszkańcy Serbii, skandujący Serbia powstała!; przed Parlamentem krzyczano też Już po nim! oraz Slobo, zabij się sam!; według szacunków w proteście z 5 października wzięło udział milion osób. Policjanci ignorowali rozkazy, aby usunęli tłumy sprzed Parlamentu. Przy bierności policji opozycjoniści zajęli Parlament. W budynku znaleźli tysiące prezydenckich kart do głosowania z zaznaczonymi głosami na Miloševicia.
6 października 2000 roku Milošević uznał wynik Koštunicy. Następnego dnia Koštunicę mianowano prezydentem Federalnej Republiki Jugosławii.
Marsz na stolicę jest określany mianem rewolucji październikowej (serb. oktobarska revolucija).

### Następstwa
Osłabiona SPS zgodziła się na negocjacje z opozycją. 16 października SPS, DOS i Serbski Ruch Odnowy (serb. Srpski pokret obnove, SPO), prezydent Federalnej Republiki Jugosławii Vojislav Koštunica i prezydent Serbii Milan Milutinović podpisali porozumienie, na mocy którego 23 grudnia miały odbyć się przyspieszone wybory parlamentarne. Do czasu wyborów tymczasowym premierem został Milomir Minić (SPS), a wicepremierami Nebojša Čović (DOS) i Spasoje Krunić (SPO). Wybory parlamentarne wygrał DOS, uzyskując 65% głosów. 25 stycznia 2001 roku Zoran Đinđić z Partii Demokratycznej objął urząd premiera.
Wydarzenia w Serbii zostały pozytywnie przyjęte w Europie i dały regionowi zielone światło ku integracji europejskiej. Zabójstwo premiera Zorana Đinđicia 12 marca 2003 roku negatywnie odbiło się na relacjach Serbii z Europą.